# Podtlenki
Podtlenki – tlenki pierwiastków chemicznych, w których stopień utlenienia pierwiastka, wyliczony na podstawie wzoru sumarycznego, jest niższy niż jego najniższy możliwy stopień utlenienia wyższy od 0. Tak niski stopień utlenienia wynika z występowania w jednym związku atomów jednego pierwiastka na różnych stopniach utlenienia.
Np. w teoretycznym podtleneku pierwiastka X (zakładamy, że może on występować jedynie na 0 i II stopniu utlenienia) o wzorze sumarycznym X2O pierwiastek X przyjmuje dwa stopnie utlenienia 0 i II. Jednak ze wzoru sumarycznego będzie wynikało, że pierwiastek przyjął stopień utlenienia I.
Przykładami podtlenków są między innymi: podtlenek azotu (N2O), podtlenek węgla (C3O2), podtlenek cezu (Cs11O3).